# Sebastiano-schaueria
Sebastiano-schaueria, monotipični biljni rod iz porodice primogovki smješten u tribus Justicieae, dio potporodice Acanthoideae. Jedina vrsta je brazilski endem S. oblongata, ograničen na države Minas Gerais i Rio de Janeiro. Opisan je u Fl. Bras. 9: 158 (1847). 

## Etimologija
Ime roda Sebastiano-schaueria je u čast Sebastiana Schauera (1814. – 1850.), njemačkog vrtlara i botaničara u botaničkim vrtovima u današnjem Wrocławu i Berlinu. Latinski specifični epitet oblongata odnosi se na oblangatus što znači duguljast. I rod i vrsta su prvi put opisani i objavljeni u C.F.P.von Martius & auct. suc. (eds.), Fl. Bras. Vol.9 na stranicama 158–159 1847. Rod je priznat od strane Ministarstva poljoprivrede Sjedinjenih Država i Službe za poljoprivredna istraživanja, ali oni ne navode nijednu poznatu vrstu.

## Sinonimi
- Sebschauera Kuntze; Revis. Gen. Pl. 2: 494 (1891), nom. superfl.
- Sebschauera oblongata (Nees) Kuntze; Revis. Gen. Pl. 2: 494 (1891)